# Захарченко Іван Петрович
Іван Петрович Захарченко (нар. 2 вересня 1915, село Вільшка, тепер Брусилівського району Житомирської області — 27 листопада 1990, місто Рівне Рівненської області) — український радянський діяч, 1-й секретар Ровенського міського комітету КПУ.

## Біографія
Народився в селянській родині. Трудову діяльність розпочав у 1932 році колгоспником колгоспу «Спартак» Брусилівського району Житомирщини.
У 1933—1941 роках — учитель, директор неповної середньої школи в Брусилівському районі Житомирської області.
З 1941 року — в Червоній армії, учасник німецько-радянської війни. Служив у складі 12-ї армії РСЧА, був помічником командира із матеріального забезпечення (господарської частини) 371-го окремого автотранспортного батальйону 4-ї Ударної армії.
Член ВКП(б) з 1944 року.
З 1946 року — на партійній роботі в Житомирській та Ровенській областях.
У 1952 році закінчив Республіканську Вищу партійну школу при ЦК КП(б)У.
У 1952—1954 роках — секретар, 2-й секретар Ровенського міського комітету КПУ Ровенської області.
У грудні 1954 — листопаді 1963 року — 1-й секретар Ровенського міського комітету КПУ Ровенської області.
У грудні 1963 — 27 січня 1973 року — секретар виконавчого комітету Ровенської обласної ради депутатів трудящих.
З 27 січня 1973 року — завідувач відділу запису актів громадянського стану виконавчого комітету Ровенської обласної ради депутатів трудящих.
Потім — персональний пенсіонер союзного значення у місті Ровно (Рівне). 

## Звання
- старший лейтенант інтендантської служби
- капітан інтендантської служби

## Нагороди
- орден «Знак Пошани»
- орден Вітчизняної війни ІІ-го ст. (6.04.1985)
- орден Червоної Зірки (9.06.1945)
- медаль «За бойові заслуги» (31.08.1944)
- медалі